# Clootie Well

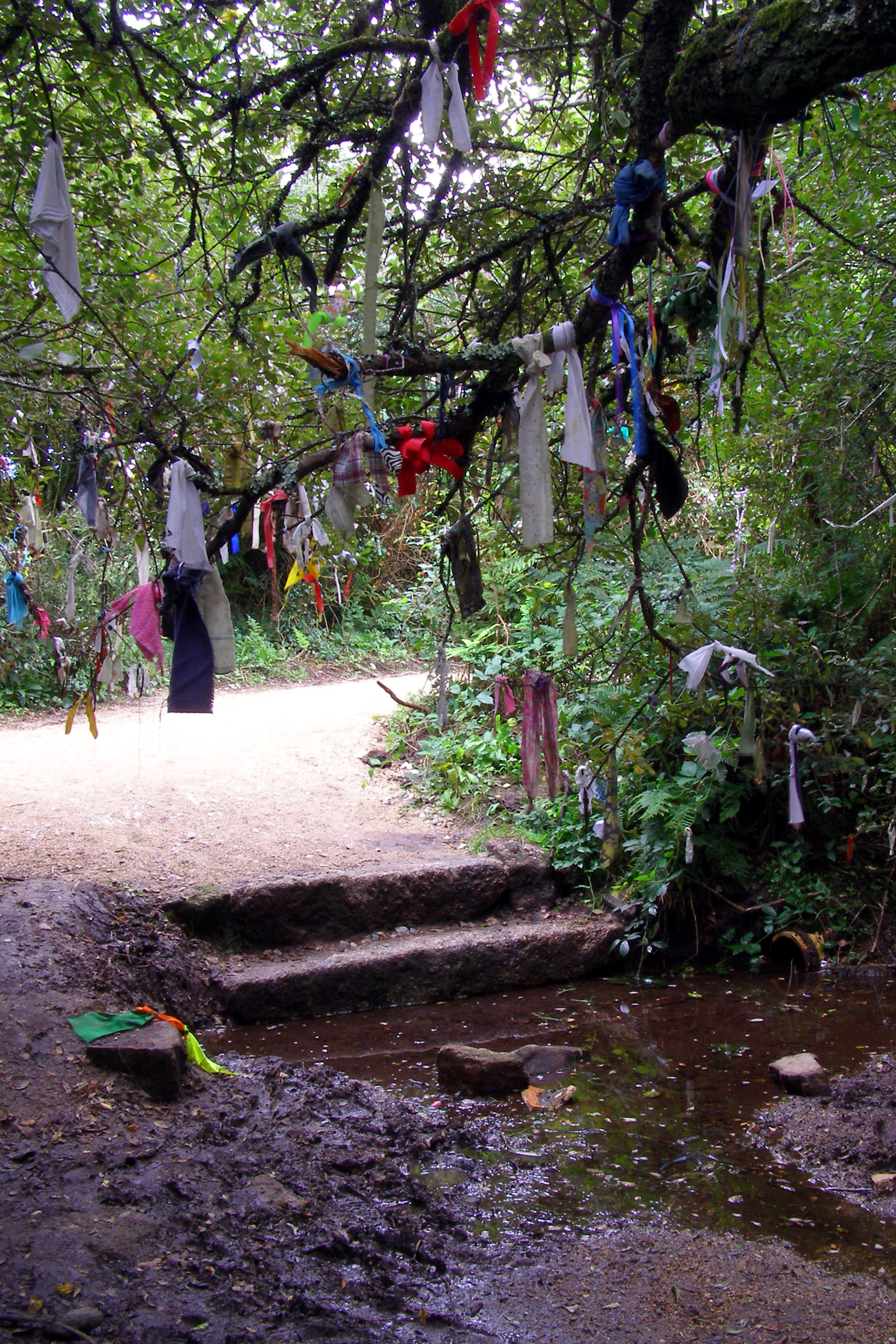
Clootie Well von Madron

Clootie Well, auch cloutie well oder cloughtie well in Schottland („Lappen-, Lumpenquelle“, von schottisch cloot, „Stoff“), rag well in Irland (englisch rag, „Lappen, Lumpen“), ist ein volksreligiöser Kultort in den keltischen Gebieten der Britischen Inseln. Manche Brunnen oder Quellen werden von einem Lappenbaum begleitet, der mit Tuchstreifen oder Lappen, neuerdings auch mit Maskottchen behängt ist.

## Verbreitung
- In Cornwall (Sancreed), Schottland (Munlochy) und Wales wird ein Streifen Tuch oder Lappen als clootie oder cloot bezeichnet und in Bezug zu einer Quelle gebracht.
- In Irland steht der Rag Tree (Lappenbaum) zwar im Mittelpunkt des Kultes[1], aber es gibt auch die Quellheiligtümer ohne Lappenbaum wie St. Brigid’s Well; bei ihnen werden die Tuchstreifen und anderes in der Nähe an Wänden etc. deponiert.
- Für Börfink im Schwarzwälder Hochwald (Landkreis Birkenfeld) wird dieser Kult im 19. Jh. ebenfalls berichtet.[2] Am dortigen „Guten Born“ (Guter Bore), einer quadratischen Quellfassung von knapp 1 Meter Tiefe, wurden im Jahre 1892 an einer Buche bis zu 50 Kleidungsstücke gesichtet. Sie wurden von Pilgern aus dem Umland dort angebracht, die mit ihren an Hautkrankheiten leidenden Kindern auf Genesung hofften.
- Eine zeitgenössische Interpretation findet an der Drei-Bethen-Quelle bei Leutstetten im Würmthal statt.

## Glaubenspraxis
Beim Besuch an Clootie Wells werden in der Regel Tuchstreifen in das Wasser der Quelle eingetaucht und an einen Zweig gehängt, während ein Gebet gesprochen wird. Daneben gibt es auch Heilige Quellen ohne Baumbezug.
Es gibt viele lokale Unterschiede. An manchen Brunnen ist es Tradition, den betroffenen Körperteil mit dem nassen Lappen zu waschen und diesen dann in den Baum zu hängen. So wie sich die Lappen im Laufe der Zeit auflösen, sollen die Leiden verschwinden. An einigen Brunnen werden Lumpen verwandt, an anderen farbige Streifen aus feinem Tuch.
Die heilige Bäume sind in der Regel Weißdornarten (Crataegus), aber auch Eschen (Fraxinius) und Buchengewächse (Fagaceae) sind üblich. Die beliebteste Zeit für die Wallfahrten zu Clootie Wells und anderen heilige Brunnen sind die alten gälischen Feste an Imbolg Tag (1. Februar), Beltane (1. Mai), Lughnasadh (1. August) oder Samhain (1. November).

Clootie Wells
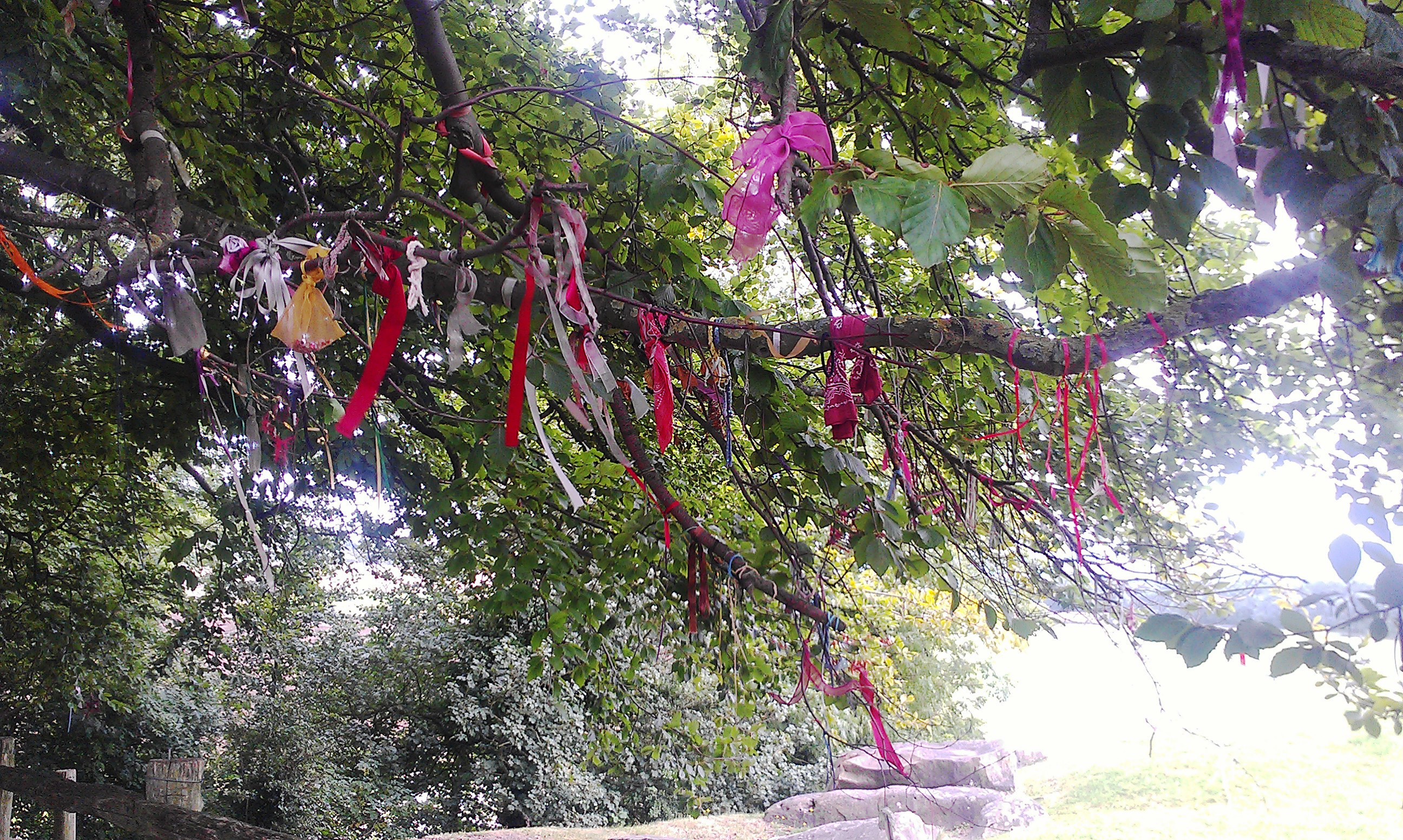
Clootie tree in Kent
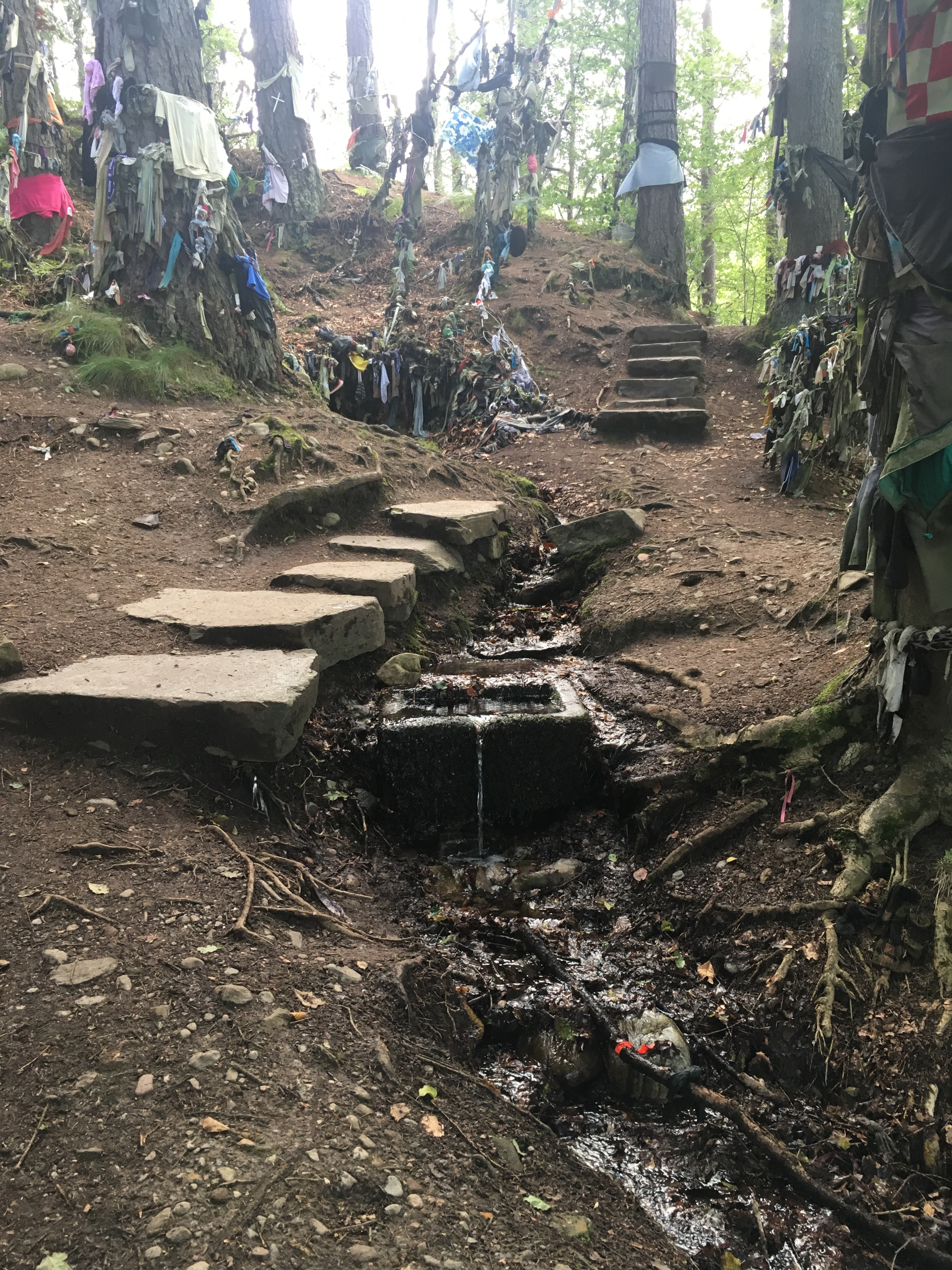
Munlochy
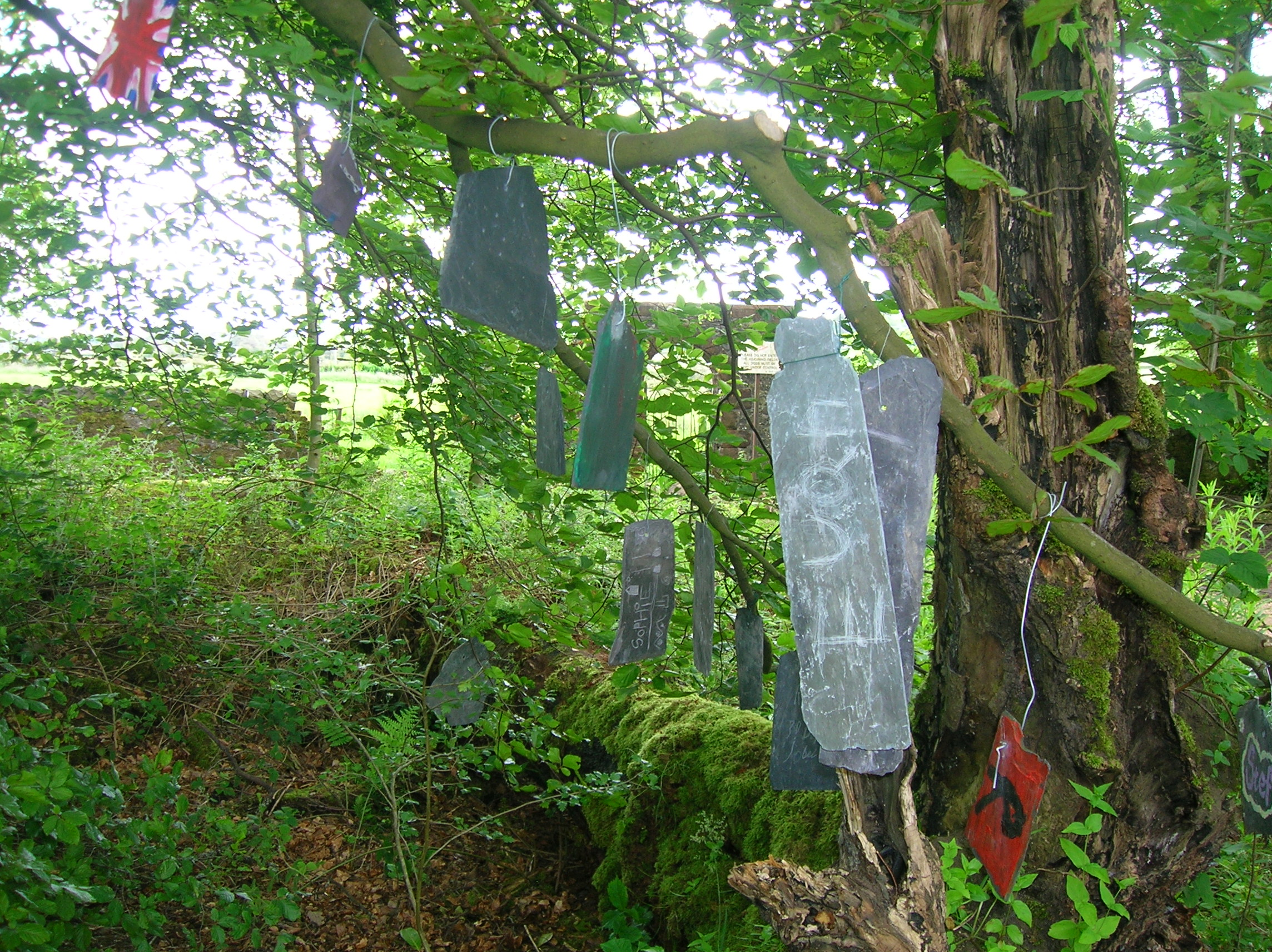
Wish tree in Spiers Schottland
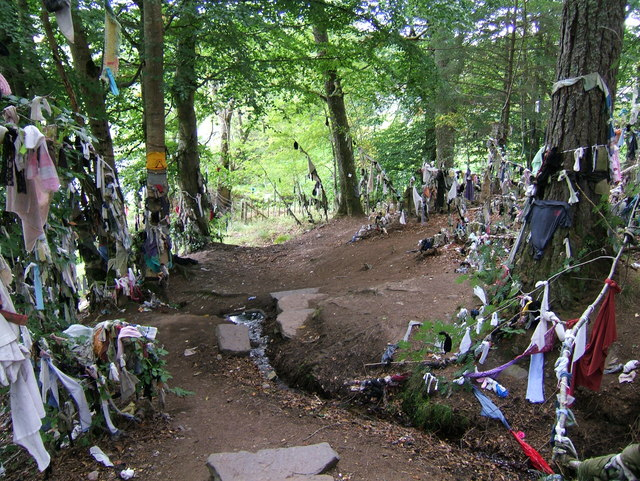
The Black Isle
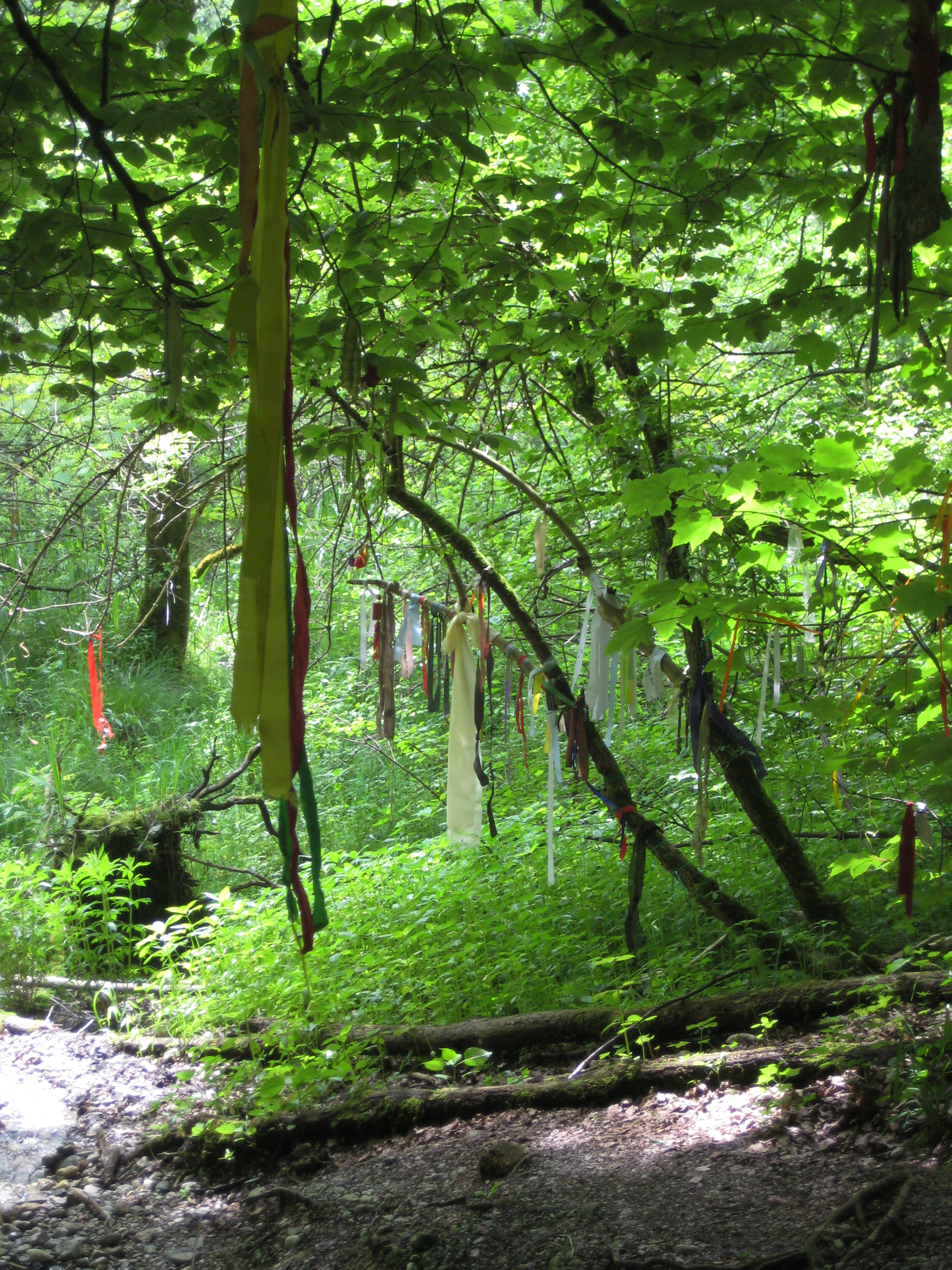
Drei-Bethen-Quelle in Leutstetten, Landkreis Starnberg

Ein ehemaliger Lappenbaum auf Isle Maree im Loch Maree in Schottland ist heute ein Coin Tree. Ceri Houlbrook beschreibt den Wechsel von Lappen zu Nägeln, der auf einem Missverständnis beruhen mag, da die Nägel ursprünglich Stofffetzen festgehalten hatten, die dann vergangen waren. Dieser Baum wird inzwischen als Coin tree genutzt, es ist das älteste bekannte Exemplar. Er befindet sich an einer Quelle, die dem Heiligen Maelrubha heilig ist.